# Site archéologique de Brion
Pour les articles homonymes, voir Brion.
Le site archéologique de Brion est un complexe protohistorique et antique situé sur le territoire de la commune de Saint-Germain-d'Esteuil, dans le département français de la Gironde en région Nouvelle-Aquitaine
.
Établi sur une plateforme calcaire au milieu d'un marais antique en voie d'assèchement proche de l'estuaire de la Gironde, il correspond vraisemblablement à l'emplacement de la cité ancienne de Noviomagus Medulorum. Après un peuplement préhistorique diffus, Brion est occupé de manière continue à partir du IIIe siècle av. J.-C. Un théâtre, un fanum, de possibles thermes et plusieurs quartiers d'habitations reliés par une voirie au tracé irrégulier imposé par la topographie constituent ensuite une agglomération secondaire délaissée dès le début du IIIe siècle, abandonnée à la fin de l'Antiquité mais ponctuellement réoccupée pendant une très courte période au Moyen Âge.

## Localisation
Le site se trouve au cœur du Médoc entre Lesparre-Médoc et Pauillac, à 5 km à l'ouest de l'estuaire de la Gironde et à environ 600 m à l'ouest du hameau de Brion sur la commune de Saint-Germain-d'Esteuil. Il est implanté sur une plateforme calcaire de l'Éocène supérieur d'une superficie d'environ 18 ha dans le marais de Reysson, sur un terrain en partie boisé à l'époque contemporaine.

## Historique

### Occupation préhistorique et protohistorique
Des outils néolithiques en pierre polie sont retrouvés sur le site mais ils sont mal caractérisés et les collections dispersées. Seules des haches en silex et une pointe de flèche apparentée à la culture de Peu-Richard sont précisément décrites.
L'âge du bronze est documenté à Saint-Germain-d'Esteuil par des divers objets (haches, bracelets, pointes de lance) mais les trouvailles, hors contexte archéologique, sont mal ou pas du tout localisées. Après cette occupation transitoire, ce n'est qu'à l'âge du fer que la fréquentation du site de Brion devient plus continue, notamment au cours du IIIe siècle av. J.-C. (période laténienne) avec des habitats repérés par des trous de poteaux, des sols de circulation, et de nombreux tessons de céramique tournée sur une grande partie du site ; quelques traces de l'artisanat de l'étain et de l'or sont également relevées.

### De l'apogée antique à l'abandon médiéval

Plan du site archéologique.
Mur attesté
Zone « d'anomalies » géophysiques
- Voie attestée ou supposée

Selon toute vraisemblance et malgré l'absence de preuves formelles, c'est bien cette agglomération que Claude Ptolémée cite dans sa Géographie, vers l'an 130 de notre ère, sous le nom de Noviomagus et qu'il situe dans le Médoc. Cette cité est alors, avec Burdigala (Bordeaux), l'une des quelque vingt villes de l'Aquitaine romaine qui s'étend de la Loire aux Pyrénées. Le site se trouve alors au fond d'une vaste baie marécageuse proche de la Gironde qui se transforme progressivement en tourbière à partir du Néolithique et, en tout état de cause, incapable d'accueillir des bateaux de grand gabarit. C'est certainement dans le seconde moitié du Ier siècle que l'agglomération antique se construit et se développe, adoptant sa parure monumentale (théâtre et temple pour les monuments connus). Cette période dure jusqu'à la fin du IIe ou au début du IIIe siècle où la cité décline et finit par ne plus être habitée de manière pérenne. Des traces d'occupation sont encore attestées jusqu'au milieu du IVe siècle, notamment dans le secteur du temple, mais il semble s'agir d'activités liées à la récupération de matériaux dans les ruines,.
Vers le milieu du XIVe siècle et après une longue période d'abandon où il sert de carrière de pierres, le site est à nouveau occupé : une maison forte est construite sur les ruines du théâtre. Composée d'une tour et d'un logis cloisonné protégés par une enceinte, elle semble habitée très brièvement entre le début des années 1340 et le début des années 1360 si l'on se réfère au mobilier retrouvé (monnaies et céramiques),.

### Redécouverte à l'époque contemporaine
En 1784 l'abbé Jacques Baurein, dans ses Variétés bordeloises, est le premier à citer les ruines de la ville de Brion dont l'origine romaine lui paraît vraisemblable. Léo Drouyn, après avoir visité les lieux en 1853, donne, dans la La Guienne militaire : histoire et description des villes fortifiées, forteresses et châteaux, construits dans la Gironde pendant la domination anglaise, une description très détaillée du site. Très impressionné par l'importance et la diversité des vestiges romains, il conclut à l'identification à la ville de Noviomagus citée par Ptolémée au second siècle de notre ère. En 1890, l'historien Camille Jullian confirme cette identification dans ses Inscriptions Romaines de Bordeaux, précisant qu'il s'agissait « des ruines les plus importantes du Médoc ».

### Recherches récentes
En 1966, Charles Galy-Aché et Jean Chevrier font identifier par Jacques Coupry, directeur des Antiquités historiques, les vestiges d'un théâtre gallo-romain du Haut Empire, puis, en 1976, les sondages de M. Cathérineau mettent en évidence les vestiges d'un habitat pré-romain. De 1985 à 1990, une action d'envergure se traduit par la mise en place d'un chantier-école à l'initiative de Pierre Garmy, avec le concours des professeurs Louis Maurin et André Coffyn, des étudiants de l'Université Bordeaux-Montaigne et de l'association archéologique locale présidée par M. Castagné. En 2011, Vivien Mathé utilise la prospection électromagnétique pour localiser d'autres vestiges enfouis. Bien que les résultats soient probants, les fouilles sont stoppées en attente de mesures de protection ou de restauration qui permettront d'éviter la dégradation des structures dégagées.

### Protection et avenir du site
Le site de Brion est un biotope caractérisé par des pelouses calcaires. Cet ensemble, entouré de prairies humides avec des bosquets de chênes, de frênes et d'aulnes, constitue une zone naturelle d'intérêt écologique, faunistique et floristique.
À l'écart des sentiers touristiques et sans budget suffisant, de nombreux vestiges restent sous terre et le site est menacé par la végétation. Pour Philippe Buggin, maire de Saint-Germain-d'Esteuil, la commune n'a que les moyens de pourvoir « au minimum vital », c'est-à-dire l'entretien courant du site et la mise en place d'une signalétique. « Nous aimerions le mettre mieux en valeur, mais c'est compliqué ».

## Description
Les vestiges du site archéologique de Brion sont principalement ceux de l'agglomération gallo-romaine construite vers le milieu du premier siècle de notre ère (théâtre antique, temple de type fanum, segment de voie, habitats et bâtiment public à l'affectation non déterminée). S'y ajoutent les ruines de la maison forte édifiée vers 1340 dans l'emprise de l'ancien théâtre et abandonnée quelques décennies plus tard.

### Théâtre antique et maison forte

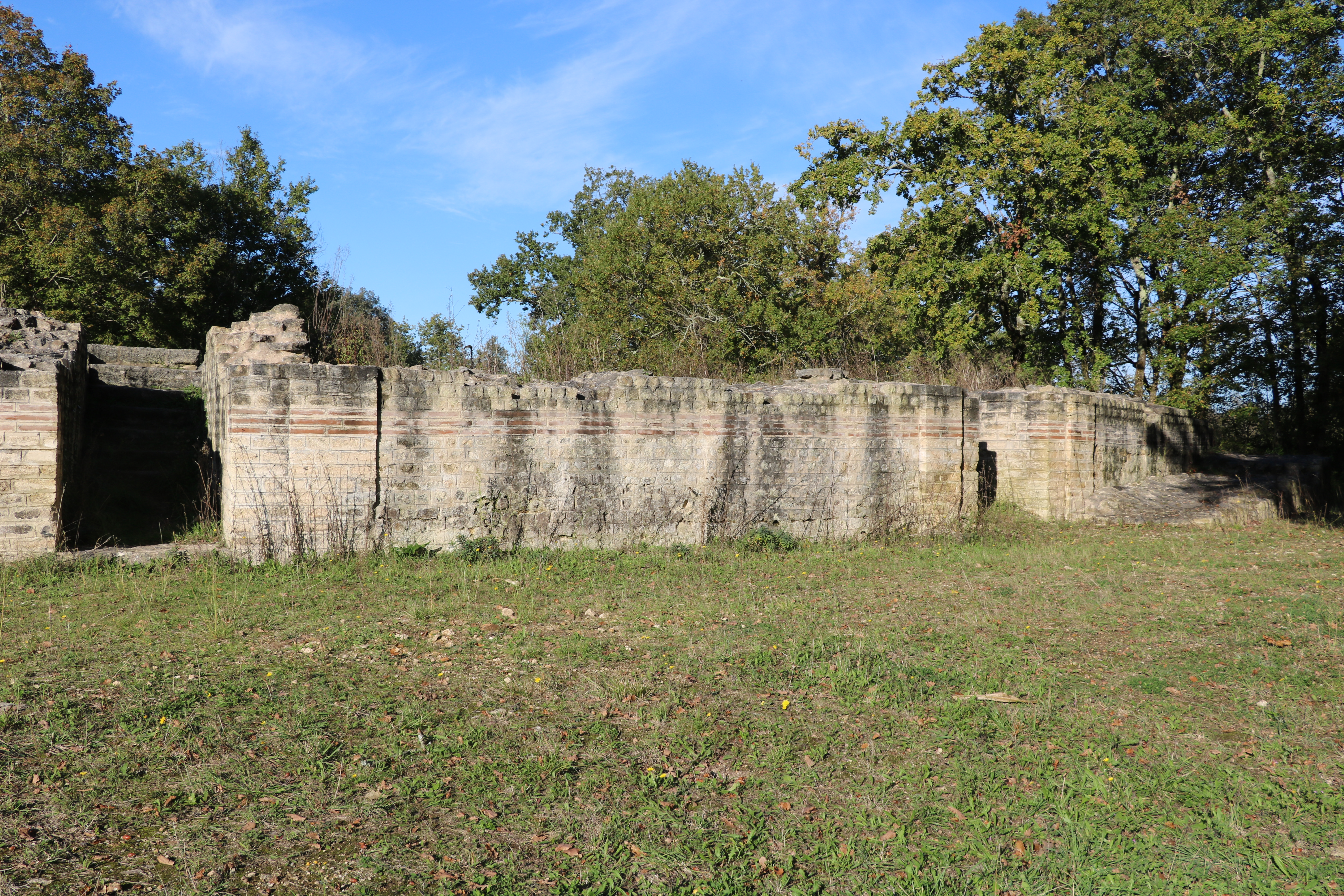
Vestiges du théâtre.

Le théâtre de Brion, inscrit au titre des monuments historiques depuis 1984, date de la deuxième moitié du Ier siècle. C'est actuellement le seul théâtre gallo-romain connu dans le bassin aquitain au sud de la Garonne. Il est construit au sud-ouest du site, sur les marges de l'agglomération antique. Son plan, qui a pu être reconstitué à partir des maçonneries apparentes, fait ressortir ses principales caractéristiques : la cavea (hémicycle) formée de quatre anneaux concentriques sur lesquels étaient posés les gradins, l'orchestra de 23 mètres de diamètre au centre de la cavea, la scène de taille réduite et le mur de scène dont la longueur est égale au diamètre de la cavea (57 mètres). Sa capacité est d'environ 2 200 places.

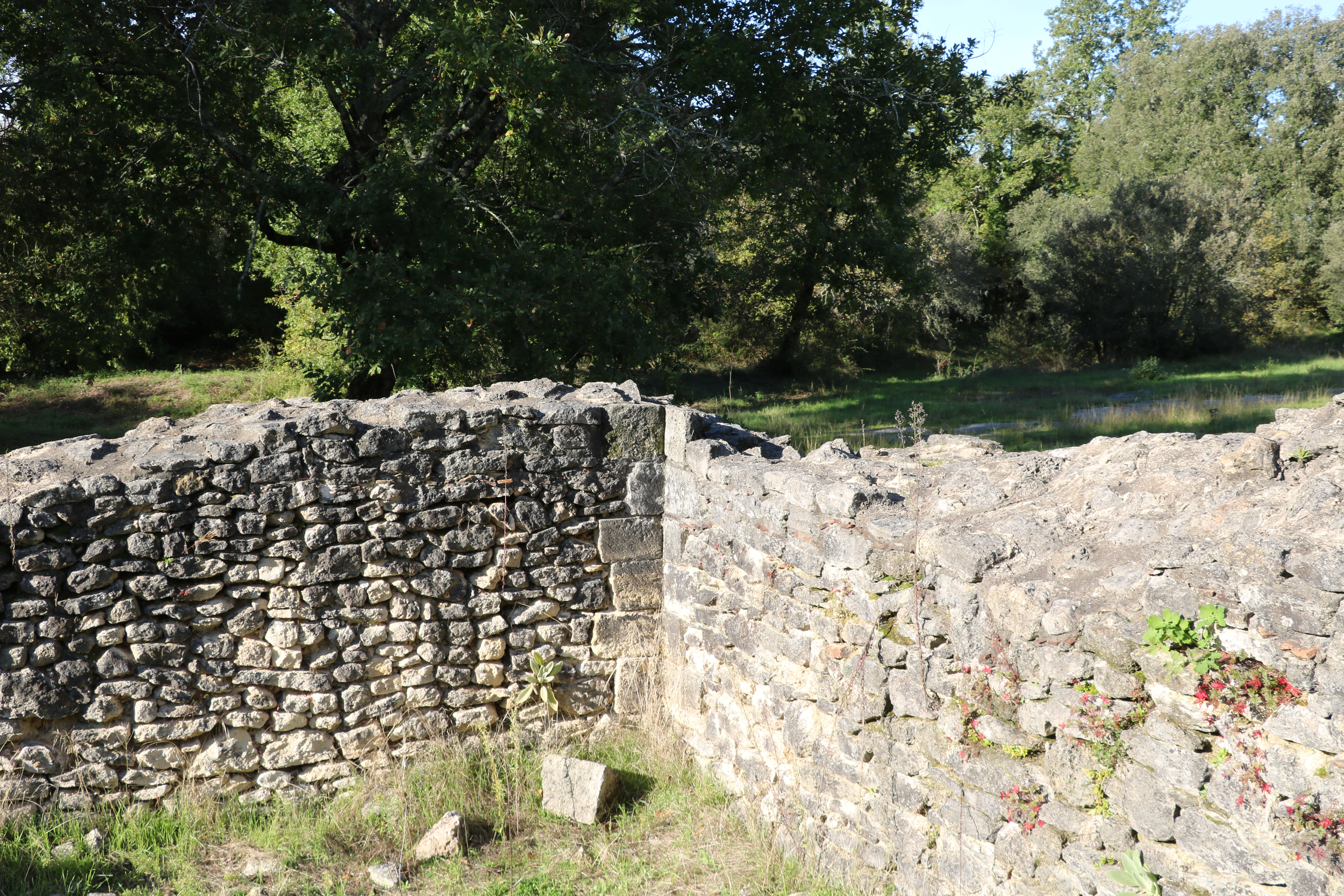
Tour de la maison forte.

Dans l'emprise du théâtre se trouvent les vestiges d'une maison forte correspondant à une réoccupation médiévale de faible durée. L'ensemble comprend une tour, un corps de logis, une basse-cour et une enceinte. À l'emplacement de la scène de l'ancien théâtre, la tour est un bâtiment carré de dix mètres de côté. Conservée sur une hauteur de 2  à   3 mètres ; elle est dans un premier temps assimilée à une motte féodale de forme presque circulaire — elle apparaît ainsi sur des dessins de Drouyn — car ses vestiges sont alors noyés sous ses propres décombres. De forme rectangulaire, le corps de logis totalement indépendant de la tour se compose de quatre pièces qui prennent appui sur la partie basse de lacavea du théâtre. L'extrémité nord du promontoire semble avoir constitué la basse-cour. Une enceinte associe des structures antiques et un système de talus et fossés créé au Moyen Âge.
Cette maison forte est le témoignage architectural le plus tardif de tout le site archéologique, définitivement abandonné par la suite.

### Temple

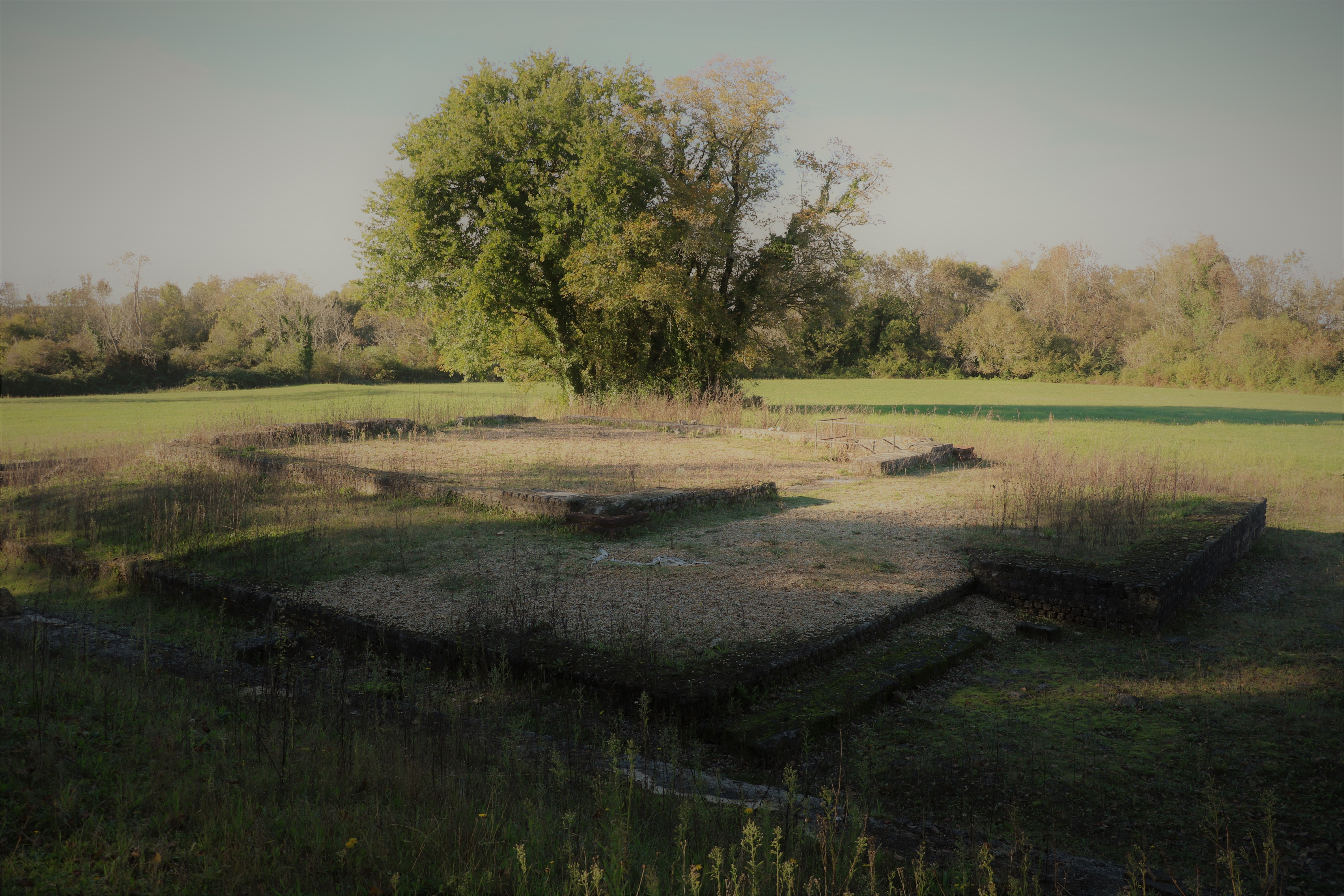
Temple de tradition celtique.

Le temple de tradition celtique sur plan carré, ou fanum, est probablement construit entre 69 et 80 de notre ère sous la dynastie flavienne à un emplacement semblant alors vierge de toute occupation humaine. Ses maçonneries font appel, comme l'ensemble des monuments du site, à l'opus mixtum. Les seuls vestiges préservés sont la base des murs et le revêtement de sol sur lequel les fouilles ont révélé des tuiles, des enduits peints, des débris de marbre, de chapiteaux et de frises du quatrième style pompéien, ce qui permet de dater la construction du monument.
Au cœur du temple se trouve la cella sur plan carré de 12 m de côté ; une structure maçonnée, en son centre, est interprétée comme le socle d'une statue cultuelle. Ses murs reposent sur des fondations de 2 m de profondeur prenant appui sur le substrat calcaire. Dans les décombres du temple sont retrouvés des vestiges de statues (Vénus ou déesse mère en terre, tête de bélier et coq en métal, animaux souvent liés à Mercure). La cella est entourée d'une galerie certainement couverte large de 4 m, ouverte à l'est par un podium, ornée d'une colonnade et où se déroulent les processions. Le temple proprement dit pend place au centre du péribole, enceinte sacrée délimitée par un mur dans l'angle sud-ouest duquel un petit édicule à la fonction indéterminée est construit. Ce bâtiment annexe est réutilisé et agrandi au début du IVe siècle pour la construction d'un habitat précaire. Le temple est en outre en communication directe avec un bâtiment voisin, au sud-est, dont le rôle n'est pas défini, et dont l'orientation différente de celle du temple suggère qu'il peut avoir été édifié dans un second temps.

### Voirie et habitats

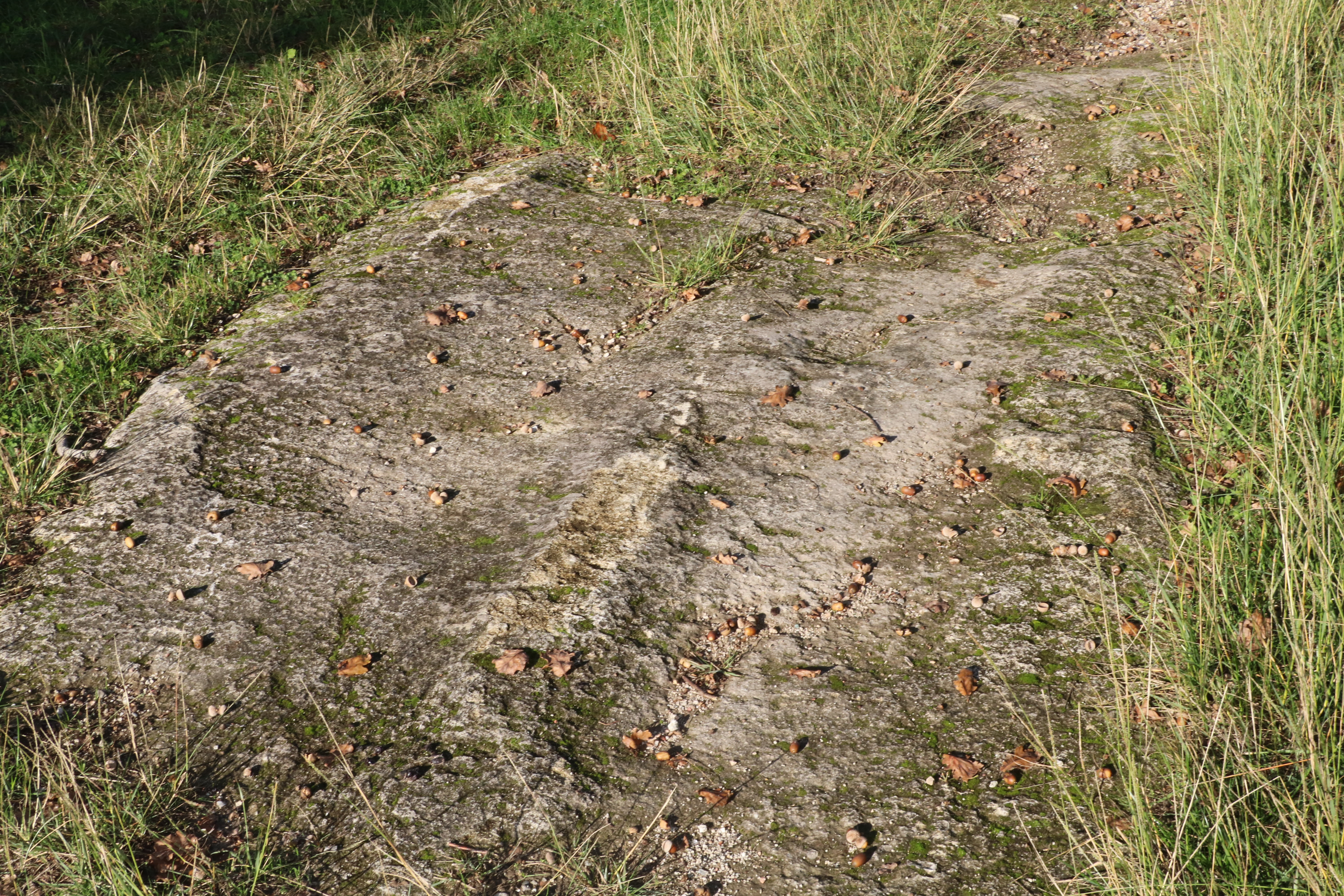
Tronçon de voie antique.

Le carrefour de deux voies est formellement attesté sur quelques mètres de longueur à l'ouest du temple ; la couche de roulement est grossièrement empierrée. Le parallélisme de murs appartenant à des bâtiments différents prouve l'existence d'un véritable plan d'urbanisme bien que ce dernier doive se plier aux contraintes de la topographie locale et s'écarte parfois du schéma orthogonal courant, bien que celui-ci soit respecté par exemple aux abords du temple. En outre, la présence à très faible profondeur du socle rocheux a pour conséquence d'effacer rapidement les éventuels vestiges de voies, ce qui rend plus difficile la vision globale d'un schéma de voirie.

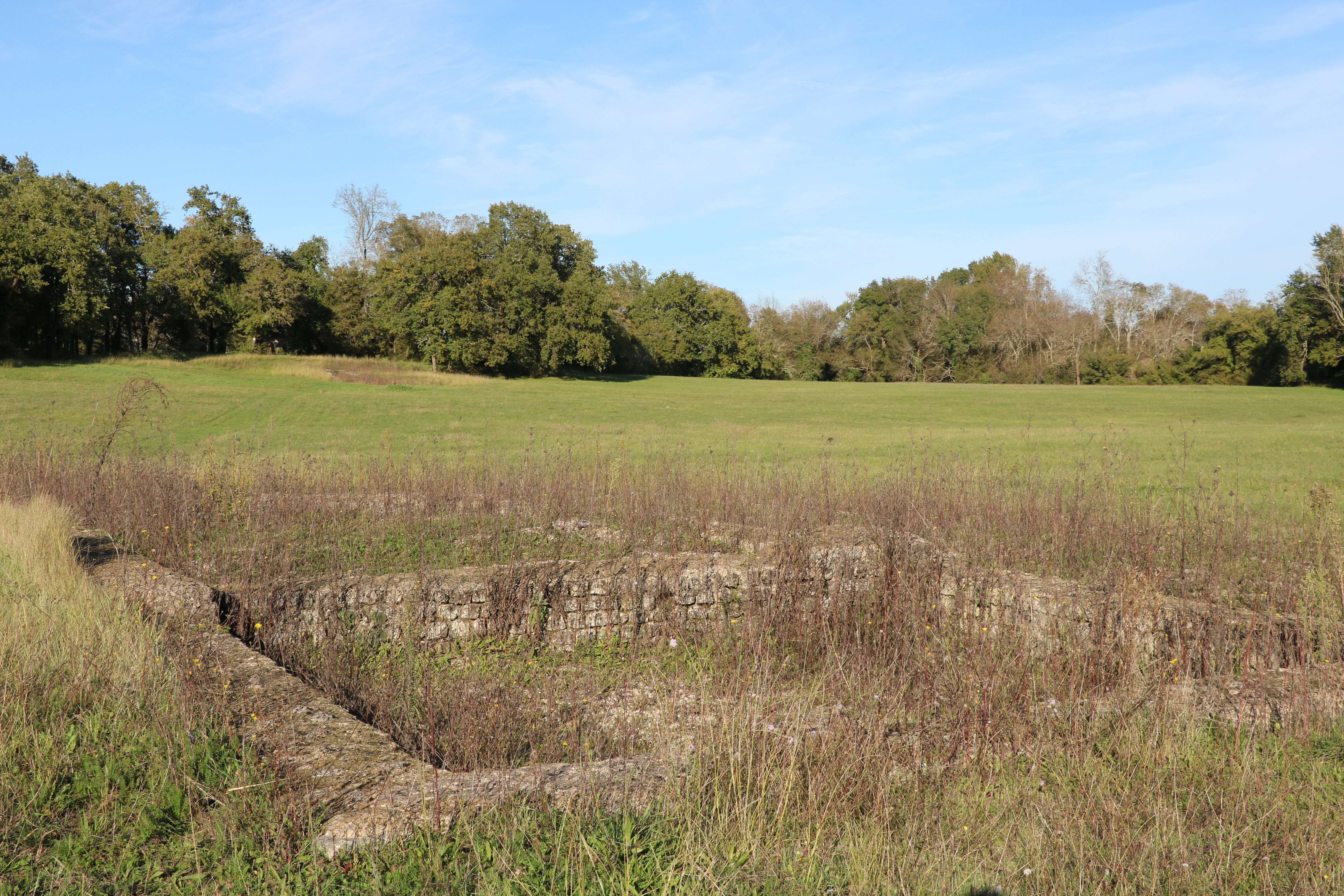
Vestiges d'habitation.

Plusieurs secteurs d'habitat respectent un plan bien organisé dans la moitié nord-est du site, la schéma urbain apparaissant régulier au cœur de la zone, plus dépendant de la topographie aux marges. La partie sud-ouest, jusqu'au théâtre, semble pour sa part vierge de tout bâti. Certaines maisons, aux marges de la zone urbanisée, comprennent un alignement de pièces précédées d'une galerie et pourvues de bâtiments annexes, le tout étant inscrit dans des enclos qui semblent attester une activité agricole. D'autres bâtiments, non fouillés, sont signalés à l'extrémité nord-est du site et autour du temple. Les observations du XIXe siècle font état de murs en petit appareil, de briques, de tegulae et de tessons de poterie.

### Aménagements à localiser ou à identifier
Outre les monuments et aménagements déjà connus et dont la fonction est bien attestée, les études archéologiques révèlent l'existence de bâtiments dont la fonction n'est pas connue (édifice public), laissent entrevoir le présence possible de certains autres (thermes), alors que la toponymie, la topographie du site et sa localisation dans son territoire posent la question de l'existence d'un dernier type de constructions (port ou embarcadère).

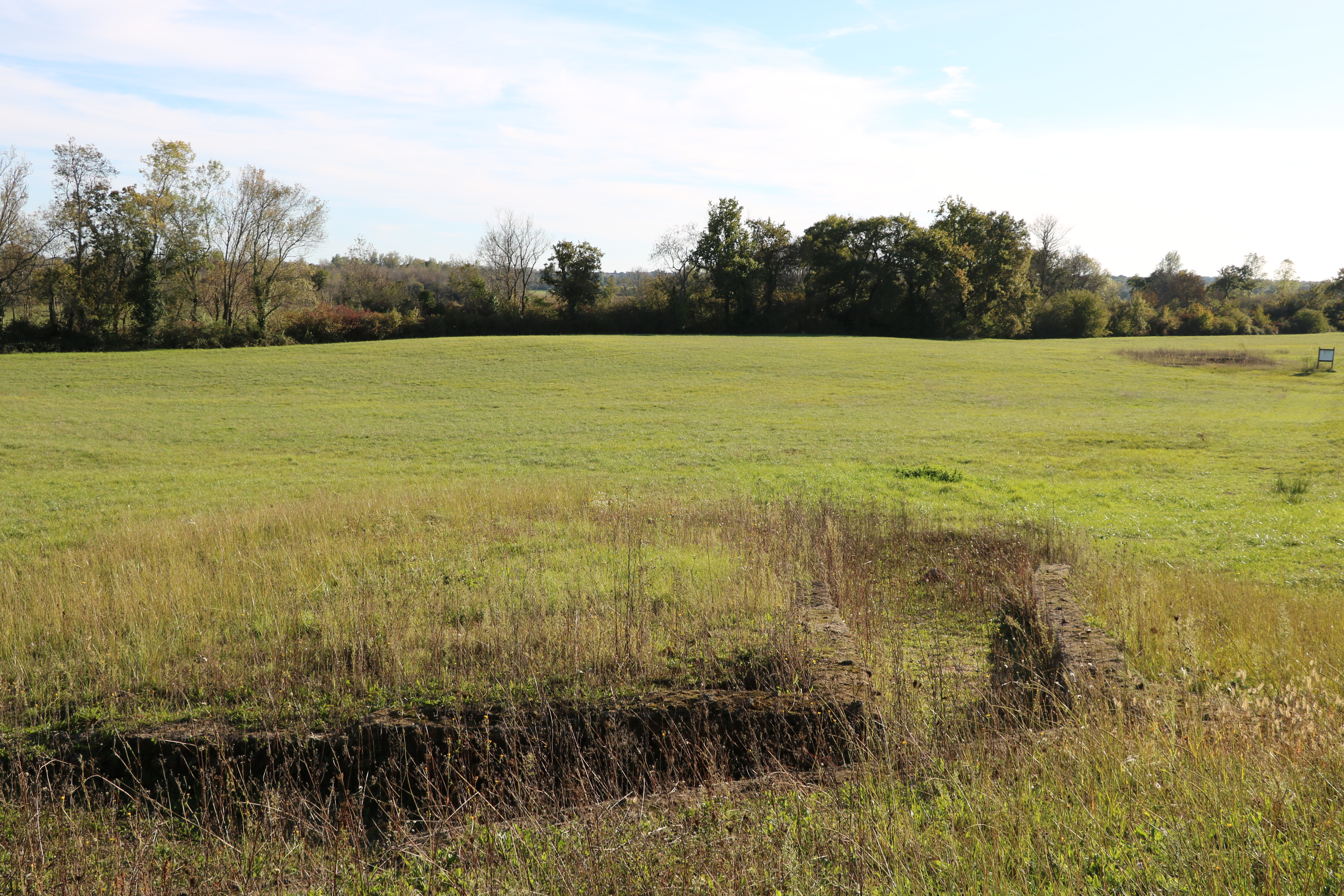
Vestiges d'un bâtiment public.

Au sud du temple, au point culminant du site (7,90 m d'altitude), un grand bâtiment rectangulaire long de 23 m est mis en évidence. Sa taille, ses murs aux parements soignés en opus mixtum et les murs qui le cloisonnent intérieurement en de multiples salles indiquent qu'il s'agit très certainement d'un bâtiment public, même si sa fonction reste inconnue.
La découverte de nombreuses tubuli et tuiles à mamelon couramment utilisées dans les dispositifs de chauffage des thermes et retrouvées lors des fouilles du temple suggère l'existence d'un édifice thermal, sans doute au voisinage et peut-être dans une zone inexplorée au sud de celui-ci,. La bâtiment adjacent au temple, au sud-est de ce dernier, est parfois qualifié de pseudo-thermes. Si l'existence de thermes à Brion était définitivement attestée, se poserait la question de leur alimentation en eau, aucun dispositif de ce type n'étant mis en évidence sur le site.
L'assimilation probable de Brion à Noviomagus suggère que cette ville possède des fonctions commerciales (*magus signifiant « marché »). La position de Brion au sein du pagus des Médules va dans le même sens. La situation géographique du site, à proximité de la Gironde et certainement accessible, pendant l'Antiquité et au moins à certaines périodes de l'année, à des bateaux de petit gabarit et à fond plat empruntant des chenaux temporaires pose la question de la présence d'un port ou d'un simple embarcadère sommairement aménagé. Ce dispositif n'est toujours pas identifié à Brion et sa nature ainsi que son importance font encore débat parmi les archéologues et les historiens.

## Mobilier archéologique

### Amphores  et céramique

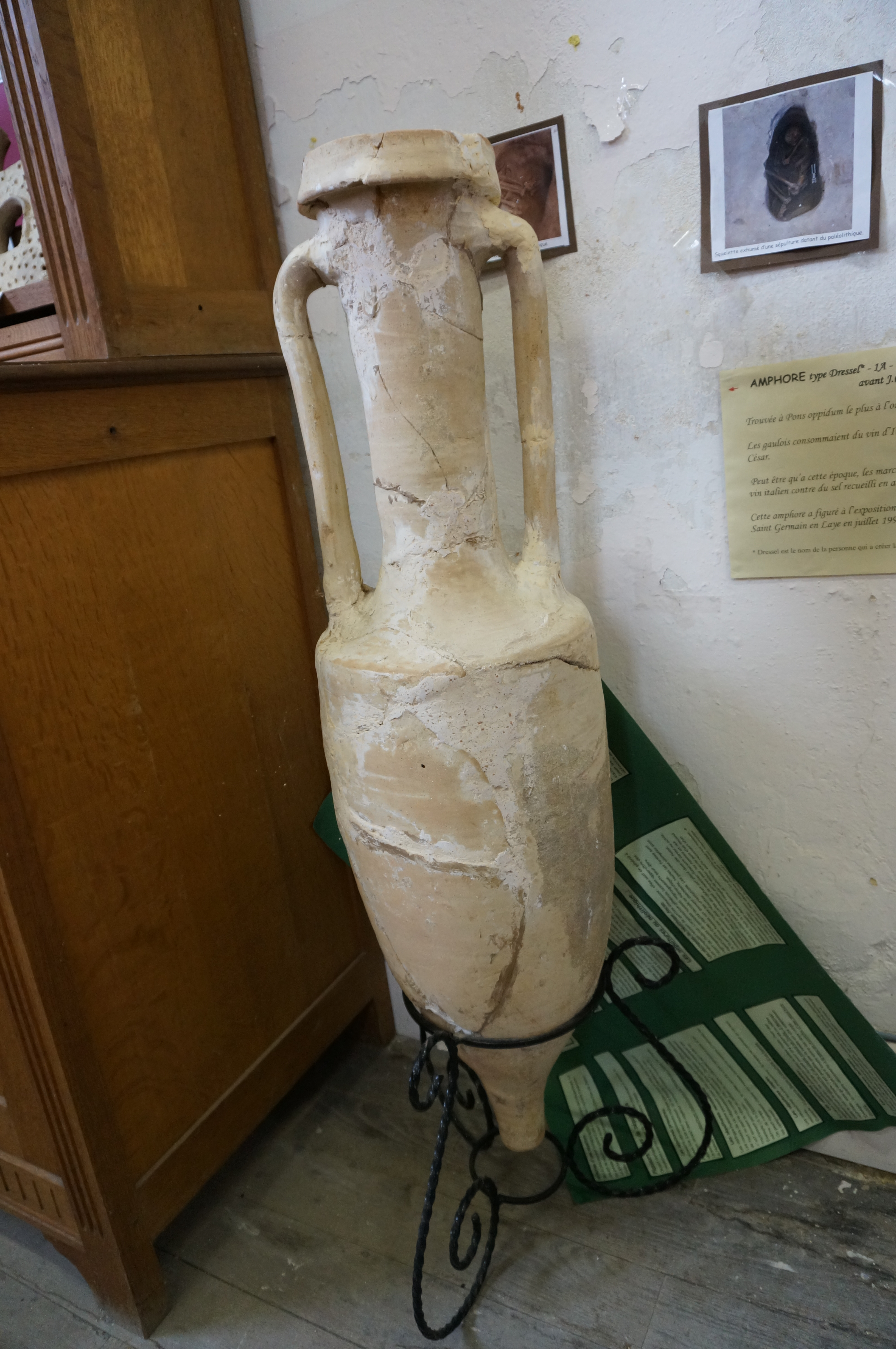
Amphore Dressel 1A.

Les restes de 140 amphores trouvées sur le site sont conservés à la maison du patrimoine de Saint-Germain-d'Esteuil. La fin du IIIe ou le début du IIe siècle av. J.-C. marquent la disparition des poteries importées à Brion, dont les amphores italiques remplacées par des productions (Dressel 1A) en provenance d'ateliers gaulois. Le site a livré un fragment d'amphore vinaire d'un type à fond plat, probablement fabriqué dans la région bordelaise, qui vient remplacer les types précédents (Pascual 1 et Dressel 2-4) aux alentours de l'an 70 dans le bassin de la Garonne.
Les fragments de céramiques issus du site archéologique de Brion couvrent toute la période de son occupation jusqu'à son abandon au IVe siècle. Les poteries sont des céramiques communes non tournées ou des céramiques saintongeaises de la seconde moitié Ier siècle av. J.-C., des fragments de céramique sigillée des ateliers de poterie antique de Montans dont un fragment d’assiette Drag. 15/17, le tout attribuable à la première moitié du Ier siècle, des céramique communes (jattes, urnes, vases à carène) et sigillée du Haut Empire et enfin des céramiques fines « à l'éponge » fabriquées localement aux IIIe et IVe siècles.
Si l'ensemble de ces poteries sont détruites et notamment les amphores après usage, de nombreux fragments d'amphore sont réutilisés, en association avec d'autres céramiques et des coquilles d'huîtres, dans la confection des radiers réfractaires de foyers.

### Monnaies
Un inventaire basé sur trouvailles faites lors des opérations conduites entre 1985 et 1991 (fouilles, sondages et ramassage de surface) ainsi que dans des collections privées et provenant d'investigations antérieures recense 121 monnaies gauloises, romaines ou médiévales.

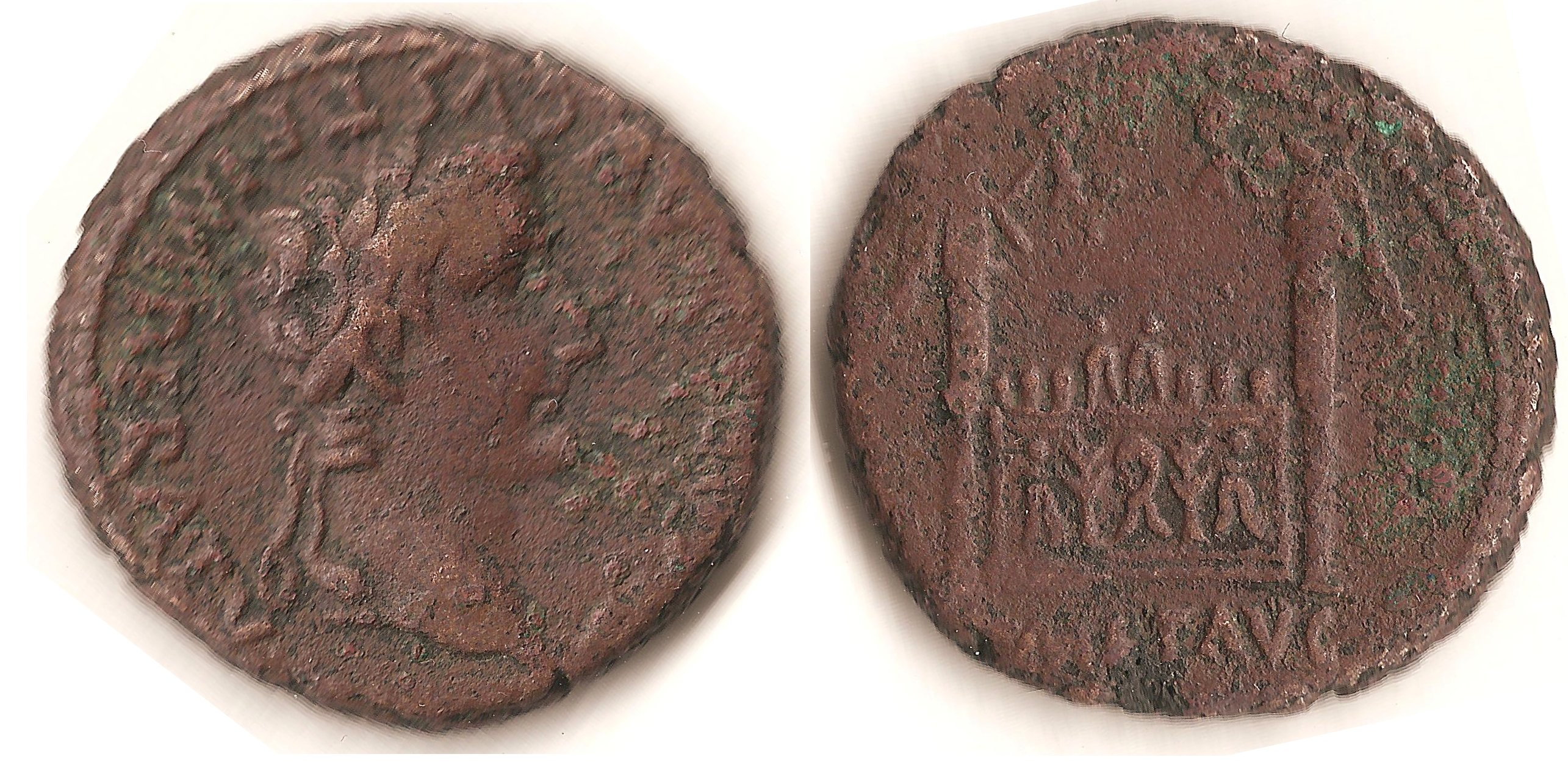
As de Tibère « à l'autel de Lyon », type rencontré à Brion.

Les 24 monnaies celtiques (23) ou républicaines (1) mises en circulation avant 31 av. J.-C. sont trouvées dans la partie centrale du site ; il s'agit de monnaies de bronze ou de billon de provenance géographique proche. Soixante monnaies sont mises en circulation sous le Haut Empire romain, principalement à l'époque d'Auguste-Claude puis de Trajan-Hadrien ; presque toutes en bronze et d'assez faible valeur, provenant de divers ateliers de Gaule mais aussi de Rome, elles sont retrouvées sur l'ensemble du site. Aucune des 25 monnaies des IIIe et IVe siècles n'est mise en circulation après 350-353 ; elles proviennent d'ateliers de  Gaule « continentale », de Londres ou de Ticinum ; le périmètre des trouvailles se réduit peu à peu au centre monumental.
Les monnaies médiévales de Brion ne sont représentées que par un  corpus de douze exemplaires. L'un d'entre eux est datable entre 1087 et 1137, selon les inscriptions peu lisibles qu'il comporte. Tous les autres datent de la période d'Édouard III, qui règne alors sur l'Aquitaine, avec un pic dans les années 1350-1360, la plus tardive de ces monnaies pouvant dater de 1361-1363. Ces monnaies, de faible valeur et généralement réservées aux achats courants de la vie quotidienne, sont toutes retrouvées dans les décombres de la maison forte.